# Jeffrey City, Wyoming
Jeffrey City är en ort (census-designated place) i Fremont County i Wyoming, med 58 invånare vid 2010 års folkräkning. Orten är en tidigare gruvstad som 1980 hade en uppskattad befolkning på omkring 4 500 invånare. Från att urangruvan stängde 1982 fram till 1986 förlorade Jeffrey City 95 procent av sin befolkning.

## Geografi
Jeffrey City ligger söder om Sweetwater River i sydöstra delen av Fremont County.

## Historia
Gården "Home On the Range, Wyoming", grundades på platsen 1931 av paret Peterson från Nebraska, efter att herr Peterson blivit sjuk av stridsgas under första världskriget. Fru Peterson öppnade en bensinmack när landsvägen, nuvarande U.S Route 287 drogs förbi platsen. Postkontoret i Split Rock stängde 1943, och fru Peterson tog då över posthanteringen för ranchägarna i närheten. Hon stämplade breven med "Home on the Range" fram till 1957, då staden Jeffrey City grundades på platsen. Postkontoret befinner sig idag under restaurering.
Platsen döptes om till Jeffrey City efter C. W. Jeffrey, en välbeställd läkare från Rawlins, Wyoming, som finansierade uranprospekteringen i trakten. Affärsmannen Bob Adams startade Western Nuclear Corporation och öppnade urangruvan 1957 under kalla kriget, då efterfrågan på uran var hög.
Tusentals personer bosatte sig i Jeffrey City för att jobba i gruvan, och Western Nuclear lät bygga en stad för de anställdas familjer. Bland annat uppfördes en mycket stor high school, med en olympisk simbassäng. När uranmarknaden kollapsade i slutet av 1970-talet och början av 1980-talet tvingades gruvan stänga, och eftersom staden liksom många andra liknande orter var helt beroende av gruvan, lämnade de flesta tidigare anställda orten. Affärerna, skolorna, biblioteket, polisstationen, vandrarhemmet och läkarmottagningarna stängde, och staden förvandlades fort till en spökstad. Fram till 1986 lämnade 95% av invånarna staden.

## Jeffrey City idag
Idag återstår baptistkyrkan, vars församling huvudsakligen består av invånare från de omkringliggande rancherna, en restaurang och en bar, Split Rock Café, och keramikstudion Monkingbird Pottery. Green Mountain Motel är det enda motellet på de 196 kilometerna landsväg mellan Rawlins och Riverton.